# فارا

فارا شهری در شهرستان فارا در استان باله در بورکینافاسوی جنوبی است و جمعیت آن ۹۲۵۹ نفر است.
به معنای استقامت و استحکام نیز هست.